# Nine Lives (album de Deuce)
Pour les articles homonymes, voir Nine Lives.
Singles
1. Let's Get It Crackin
Sortie : 28 novembre 2011
2. America
Sortie : 10 janvier 2012
3. Help Me
Sortie : 3 avril 2012
4. Nobody Likes Me
Sortie : 23 avril 2012
5. I Came to Party
Sortie : 4 septembre 2012
6. The One
Sortie : 15 février 2013

Nine Lives est le premier album du chanteur Deuce, sorti le 24 avril 2012.

## Fiche technique

### Liste des chansons
| 1.    | Let's Get It Crackin' (featuring Jeffree Star)      | 4:48 |
| 2.    | Help Me                                             | 4:17 |
| 3.    | America                                             | 4:05 |
| 4.    | I Came to Party (featuring Travie McCoy & Truth)    | 3:39 |
| 5.    | The One                                             | 3:35 |
| 6.    | Freaky Now (featuring Truth & Jeffree Star)         | 4:33 |
| 7.    | Nobody Likes Me (featuring Truth & Ronnie Radke)    | 5:24 |
| 8.    | Walk Alone                                          | 3:20 |
| 9.    | Till I Drop (featuring Truth, Gadjet & Veze Skante) | 4:42 |
| 10.   | Gravestone                                          | 3:54 |
| 11.   | Now You See My Life (featuring Skee-Lo)             | 4:17 |
| 46:34 |                                                     |      |

| Piste bonus iTunes américain | Piste bonus iTunes américain | Piste bonus iTunes américain | Piste bonus iTunes américain | Piste bonus iTunes américain | Piste bonus iTunes américain | Piste bonus iTunes américain | Piste bonus iTunes américain | Piste bonus iTunes américain | Piste bonus iTunes américain |
| No                           | Titre                        | Durée                        |                              |                              |                              |                              |                              |                              |                              |
| ---------------------------- | ---------------------------- | ---------------------------- | ---------------------------- | ---------------------------- | ---------------------------- | ---------------------------- | ---------------------------- | ---------------------------- | ---------------------------- |
| 12.                          | Walk the Walk                | 3:58                         |                              |                              |                              |                              |                              |                              |                              |
| 50:16                        |                              |                              |                              |                              |                              |                              |                              |                              |                              |

| iTunes canadien | iTunes canadien                  | iTunes canadien | iTunes canadien | iTunes canadien | iTunes canadien | iTunes canadien | iTunes canadien | iTunes canadien | iTunes canadien |
| No              | Titre                            | Durée           |                 |                 |                 |                 |                 |                 |                 |
| --------------- | -------------------------------- | --------------- | --------------- | --------------- | --------------- | --------------- | --------------- | --------------- | --------------- |
| 12.             | Deuce Dot Com                    | 3:24            |                 |                 |                 |                 |                 |                 |                 |
| 13.             | Don't Approach Me                | 4:05            |                 |                 |                 |                 |                 |                 |                 |
| 14.             | Walk the Walk (featuring Gadjet) | 3:42            |                 |                 |                 |                 |                 |                 |                 |
| 57:45           |                                  |                 |                 |                 |                 |                 |                 |                 |                 |

| Pistes exclusives Best Buy | Pistes exclusives Best Buy | Pistes exclusives Best Buy | Pistes exclusives Best Buy | Pistes exclusives Best Buy | Pistes exclusives Best Buy | Pistes exclusives Best Buy | Pistes exclusives Best Buy | Pistes exclusives Best Buy | Pistes exclusives Best Buy |
| No                         | Titre                      | Durée                      |                            |                            |                            |                            |                            |                            |                            |
| -------------------------- | -------------------------- | -------------------------- | -------------------------- | -------------------------- | -------------------------- | -------------------------- | -------------------------- | -------------------------- | -------------------------- |
| 12.                        | Deuce Dot Com              | 3:24                       |                            |                            |                            |                            |                            |                            |                            |
| 13.                        | Don't Approach Me          | 4:05                       |                            |                            |                            |                            |                            |                            |                            |
| 54:03                      |                            |                            |                            |                            |                            |                            |                            |                            |                            |

| Pistes exclusives F.Y.E. | Pistes exclusives F.Y.E.             | Pistes exclusives F.Y.E. | Pistes exclusives F.Y.E. | Pistes exclusives F.Y.E. | Pistes exclusives F.Y.E. | Pistes exclusives F.Y.E. | Pistes exclusives F.Y.E. | Pistes exclusives F.Y.E. | Pistes exclusives F.Y.E. |
| No                       | Titre                                | Durée                    |                          |                          |                          |                          |                          |                          |                          |
| ------------------------ | ------------------------------------ | ------------------------ | ------------------------ | ------------------------ | ------------------------ | ------------------------ | ------------------------ | ------------------------ | ------------------------ |
| 12.                      | Hollyhood Vacation (featuring Truth) | 4:20                     |                          |                          |                          |                          |                          |                          |                          |
| 50:54                    |                                      |                          |                          |                          |                          |                          |                          |                          |                          |

| Pistes exclusives européen | Pistes exclusives européen | Pistes exclusives européen | Pistes exclusives européen | Pistes exclusives européen | Pistes exclusives européen | Pistes exclusives européen | Pistes exclusives européen | Pistes exclusives européen | Pistes exclusives européen |
| No                         | Titre                      | Durée                      |                            |                            |                            |                            |                            |                            |                            |
| -------------------------- | -------------------------- | -------------------------- | -------------------------- | -------------------------- | -------------------------- | -------------------------- | -------------------------- | -------------------------- | -------------------------- |
| 12.                        | Don't Speak Bitch          | 2:39                       |                            |                            |                            |                            |                            |                            |                            |
| 49:13                      |                            |                            |                            |                            |                            |                            |                            |                            |                            |

| Pistes exclusives japonaises | Pistes exclusives japonaises | Pistes exclusives japonaises | Pistes exclusives japonaises | Pistes exclusives japonaises | Pistes exclusives japonaises | Pistes exclusives japonaises | Pistes exclusives japonaises | Pistes exclusives japonaises | Pistes exclusives japonaises |
| No                           | Titre                        | Durée                        |                              |                              |                              |                              |                              |                              |                              |
| ---------------------------- | ---------------------------- | ---------------------------- | ---------------------------- | ---------------------------- | ---------------------------- | ---------------------------- | ---------------------------- | ---------------------------- | ---------------------------- |
| 12.                          | Set It Off (featuring Truth) | 3:46                         |                              |                              |                              |                              |                              |                              |                              |
| 52:59                        |                              |                              |                              |                              |                              |                              |                              |                              |                              |

### Interprètes
- Deuce - chant, basse
- Jimmy Yuma - guitare
- Arina Chloe - Clavier
- Ben Jolliffe - batterie